# مارگرت اسپلینگز
مارگرت اسپلینگز (انگلیسی: Margaret Spellings) سیاست‌مدار اهل ایالات متحده آمریکا است که که در کابینه جرج دبلیو بوش پست وزارت آموزش ایالات متحده آمریکا را برعهده داشت.
مارگرت اسپلینگز دانش آموختهٔ دانشگاه هیوستون است. او از ۱ مارس ۲۰۱۶ به عنوان رئیس سامانهٔ دانشگاهی کارولینای شمالی برگزیده شده‌است. وی همچنین مشاور ارشد گروه مشاوره بوستون و اتاق بازرگانی ایالات متحده آمریکا است.